# フラーム
有限会社フラーム（英: FLaMme）は、日本の東京都港区に所在する芸能事務所。女性タレントを専門にマネージメントしている。

## 概要
広末涼子がかつて所属していたフロス（芸映系）で当時から彼女のマネージャーを務めていた井上義久（同姓同名の元衆議院議員「井上義久」および漫画家「井上よしひさ」とは別人）が独立して、1998年に設立した。
2008年7月1日、今までの公式PCサイトとは別に、公式mobileサイトを開設。タレントの活動情報などの情報を随時更新している。
2020年頃より田中みな実や吉岡里帆など、すでに広く活躍している俳優が移籍し所属するケースが増えている。

## 所属タレント
- 山口紗弥加
- 西山繭子
- 紺野まひる
- 戸田恵梨香
- 徳永えり
- 吉瀬美智子
- 有村架純
- 野村麻純
- ハン・ヒョジュ（日本国内のみ、韓国ではBHエンターテインメント）
- 松本穂香
- 唐田えりか
- 田畑志真
- 田中みな実
- 服部樹咲
- 片岡凜
- 鳴海唯
- 吉岡里帆
- 中村里帆
- 宮﨑優
- 白石聖
- 長濱ねる

### 業務提携
- 小雪（個人事務所）

## 元所属タレント
- 後藤理沙
- 西村理沙
- 岡田めぐみ
- 大櫛エリカ（元Say a Little Prayer）
- 榎本亜弥子
- 今井陽子
- 浅香友紀
- 有村実樹（業務提携）
- 秋田真琴
- 田中あさみ
- 池田愛
- 藤原令子
- 藤村聖子
- 花坂椎南（現在：ヒラタオフィス所属）
- 小篠恵奈
- 小野莉奈
- 広末涼子
- 福田麻由子
- 山口まゆ